# Tommy Sands
Thomas Adrian (Tommy) Sands (Chicago, Illinois, 27 augustus 1937) is een Amerikaanse zanger en acteur.

## Carrière
Sands vader was een pianist en zijn moeder zong in een bigband. Hij verhuisde jong naar Shreveport in Louisiana. Hij begon gitaar te spelen toen hij zeven jaar was en binnen één jaar trad hij twee keer per week op bij een lokaal radiostation. Hij was vijftien toen Colonel Tom Parker over hem hoorde en hem een platencontract aanbood bij RCA Records. Zijn eerste opnames verkochten niet goed, maar in begin 1957 mocht hij in een aflevering van "Kraft Television Theatre" spelen. Hij speelde een zanger, die erg leek op Elvis Presley, met gitaar, Elvis-kapsel en een hoop enthousiaste tienerfans. In de afleveringen werd het liedje "Teenage Crush" (Tienerliefde) gedraaid, dat aansloeg bij het jonge publiek. Capitol Records bracht het uit en het kwam op nummer drie in de Billboard Hot 100 albumhitlijsten.
Door zijn plotse succes mocht hij optreden tijdens de Academy Awards. In 1958 speelde hij in de musical "Sing, Boy, Sing". In 1960 trouwde hij met Nancy Sinatra, waarvan hij na vijf jaar scheidde. Sands speelde in een aantal films, waaronder Babes in Toyland uit 1961, The Longest Day uit 1962 en Ensign Pulver uit 1964. Zowel zijn zang- als acteercarrière stopten in de jaren '70.
Na zijn relatie met Sinatra, die eindigde in 1965 kreeg hij in een andere relatie in 1977 een dochter, het model Jessica Sands.
- Biblioteca Nacional de España: XX1569640
- Bibliothèque nationale de France: cb13899387q (data)
- Gemeinsame Normdatei: 130848344
- International Standard Name Identifier: 0000 0000 5938 293X
- Library of Congress Control Number: no91020887
- MusicBrainz: 5247e3c6-2989-46cc-800f-c4f6d39e4b1e
- Nederlandse Thesaurus van Auteursnamen: 296956376
- SNAC: w6nw2kk3
- Virtual International Authority File: 56797593
- WorldCat: E39PBJcC46bgVkbwCXfgb9Qcyd